# Maerdy
Maerdy is een plaats in de Welshe county borough Rhondda Cynon Taf.
Maerdy telt 3441 inwoners.